# 根北線
根北線（日语：／ Konpoku sen */?）曾經是一條連接北海道斜里郡斜里町的斜里站（現、知床斜里站）與同町的越川站，屬於日本國有鐵道（國鐵）的鐵路線。獲指定為赤字83線，1970年（昭和45年）全線廢除。

## 路線資料
- 路線距離（營業距離）：斜里站－越川站間 12.8公里[1]
- 軌距：1067毫米[1]
- 站數：7個（包括起終點站、臨時乘降場）[1]
- 複線路段：沒有（全線單線）
- 電氣化路段：沒有（全線非電氣化（日语：非電化））[1]
- 閉塞方式：Staff閉塞式（之前是票券閉塞式，再之前是Tablet閉塞式）
  - 可交會車站：沒有（全線1閉塞。以久科曾經設有交會設備但已拆去）

## 歷史
興建根北線的目的為連接釧網本線的斜里站（現在的知床斜里車站）與標津線的根室標津車站，而路線名稱「根北」是取自根室國及北見國。
大正時代，為了開拓開發森林地帶，因此計畫興建根北線以運輸農作物，并于1922年被纳入改正铁道敷设法别表第149号“根室國厚床附近经标津至北見國斜里鐵道”。除了作为标津线开通的区间（于1989年废除）以外，還有從斜里站（现知床斜里站）至根室标津站，全长57 km的计划路線。因應國防需求，於1938年（昭和13年）完成了根北線第一階段工程（斜里～越川，全长12.8 km），而1939年（昭和14年）完成第二階段（越川橋）。但由於太平洋戰爭爆發，物資短缺而停工。
戰後，由於國防的需求下降而停止剩餘路線的興建工作，根北線於1957年（昭和32年）11月10日正式營運。由於當時道路的狀況惡劣，期望可以利用鐵路運輸木材。但根北線所經地形險峻，平坦路線長度僅占約3%，坡度達千分之二十以上的大坡度路線竟佔了總長度的16％。柴油客車最高時速僅約32公里，行駛12.8公里的路線耗時24分鐘。而貨運列車也受限於糟糕的路線標準，牽引能力限制僅達230噸。
貨運方面，沿線的主要貨物是甜菜和木材。然而，通車時每年約6,000噸的木材運輸，因資源枯竭而於1960年7月停止。甜菜在1970年轉用公路運輸。
客運方面，連接網走與根室的國道244號，完成了斜里與標津路段後全線通車，1970年時，斜里巴士每天行駛五個往返，在斜里與越川間只需27分鐘，雖比鐵路稍慢，但搭乘人數卻是國鐵的兩倍，且隨著道路的改善，將來行車時間可望更縮短。沿線的民眾自用車也達每戶0.9輛，遠高於當時北海道內平均每戶0.4輛。再者，沿線人口從1960年的2,300人，到停駛時的1,785人，十年間減少了20%以上，而且計畫的延伸路段大多位於山區，人煙稀少。所以根北線的乘客數量急速下降，到了1969年每天的平均乘客數量下降到100人，僅為1960年的七成。
在公路競爭下，根北線停止貨運運輸，並逐漸成為每天行走2班的超閒散路線，被列於屬於日本國鐵建議廢線的赤字83線當中。由於鐵路旁的用地價值不高，及政府計畫改善修整國道，根北線於1970年（昭和45年）12月1日廢止，成為僅營業13年的短命鐵路。而1969年（昭和44年）的營業系數為2368（即获得100日元的收益，需要2368日元的成本），其虧損程度可見一斑。
廢線後，斜里巴士以增加斜里～越川之間的班次作為應對方案。但沿線的人口不斷下降，而路線亦縮短至越川小學。最後，在2004年（平成16年）4月27日停駛前，班次已縮減至每天1班次，只在平日行駛。
越川站 - 根室标津站的未成区间由于1964年（昭和39年）3月23日成立的日本铁道建设公团继承，但施工计划並未獲得批准。在斜里站 - 越川站區間于1970年（昭和45年）12月1日被废除后，越川站 - 根室标津站仍列為公团的建设线，直到1987年（昭和62年）4月1日铁道敷设法废除，才正式宣告此计划的結束。

## 車站列表
- 所有車站都位於北海道斜里郡斜里町。接續路線的公司名以該路線廢除時為準。
- 臨時乘降場沒有設定營業距離。括弧內記載的是實際距離。

| 中文站名         | 日文站名 | 英文站名 | 站間距離 | 營業距離 | 接續路線               |
| ---------------- | -------- | -------- | -------- | -------- | ---------------------- |
| 斜里             |          |          | -        | 0.0      | 日本國有鐵道：釧網本線 |
| 以久科           |          |          | 4.6      | 4.6      |                        |
| 西二線臨時乘降場 |          | /        | -        | (5.8)    |                        |
| 下越川           |          |          | 3.6      | 8.2      |                        |
| 十四號臨時乘降場 |          | /        | -        | (9.5)    |                        |
| 十六號臨時乘降場 |          | /        | -        | (11.0)   |                        |
| 越川             |          |          | 4.6      | 12.8     |                        |

### 未成路段
越川車站 - 上越川車站 - 瑠邊斯車站 - 糸櫛別車站 - 古多糠車站 - 濱古多糠車站 - 忠類車站 - 根室標津車站
除上越川車站位於斜里町外，由瑠邊斯車站開始皆位於標津町。

## 廢線後的狀況
以久科的車站建築在廢線後，因為長時間埋藏在草地內，於1998年（平成10年）間崩塌。基本上，尋找根北線的遺跡已經十分困難，很多地方已經變成普通的農田。而現存最大的遺跡為於1998年登記成為文物的越川橋，該橋位於未成區間，但最終路線還是沒有興建到此而荒廢，也就是興建後並沒有任何列車行駛過橋上。而傳說興建越川橋時有使用「人柱」。

## 外部連結
- （日語）北海道廢線之旅[永久] - 根北線[永久]
- （日語）北海道國鐵根北線（1970年、NicoNico影片） （页面存档备份，存于）